# Công viên giải trí

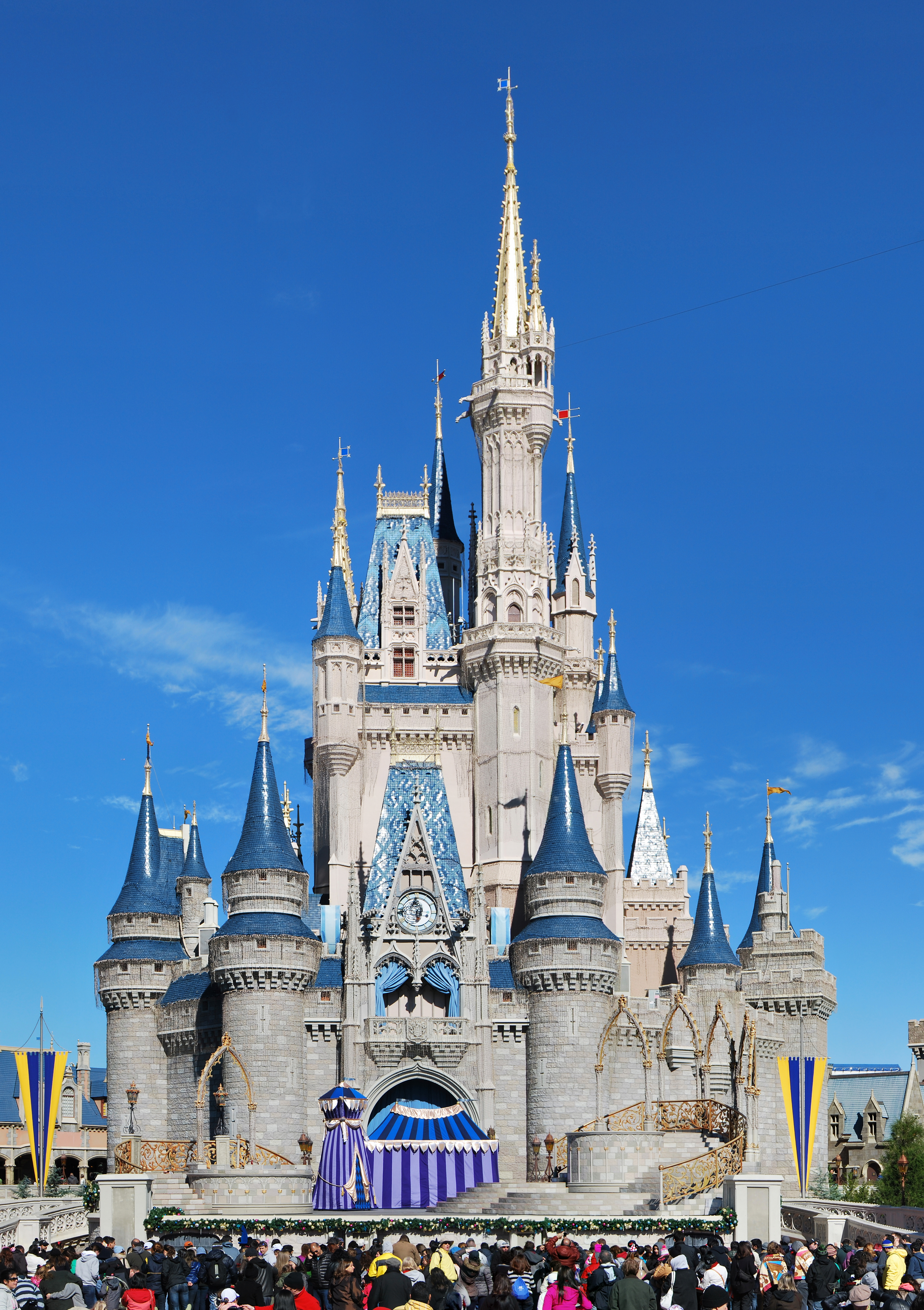
Magic Kingdom của Walt Disney World tại Florida – Lâu đài Cinderella, biểu tượng của công viên.

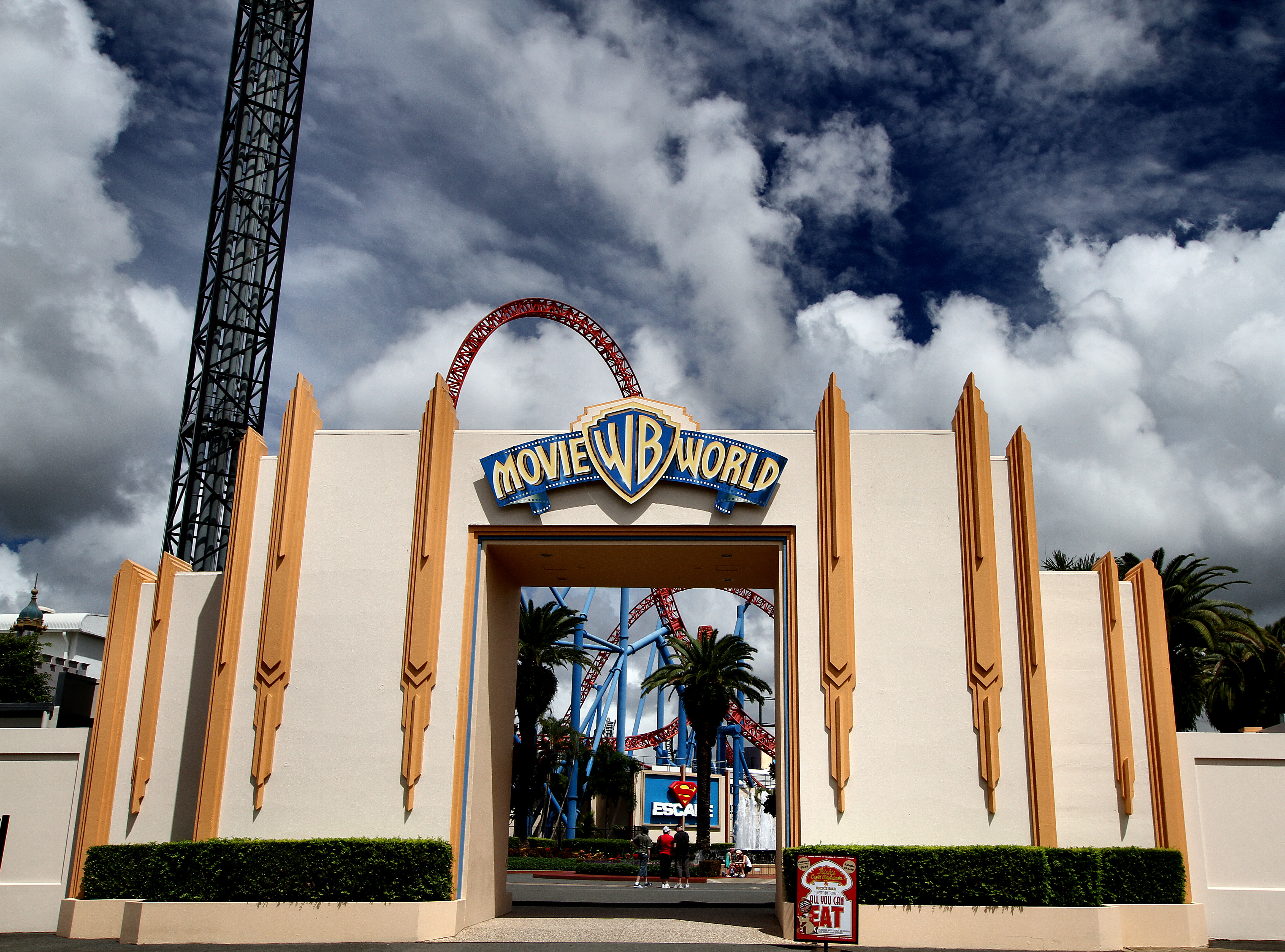
Lối vào chính của Warner Bros. Movie World ở Queensland, Úc.

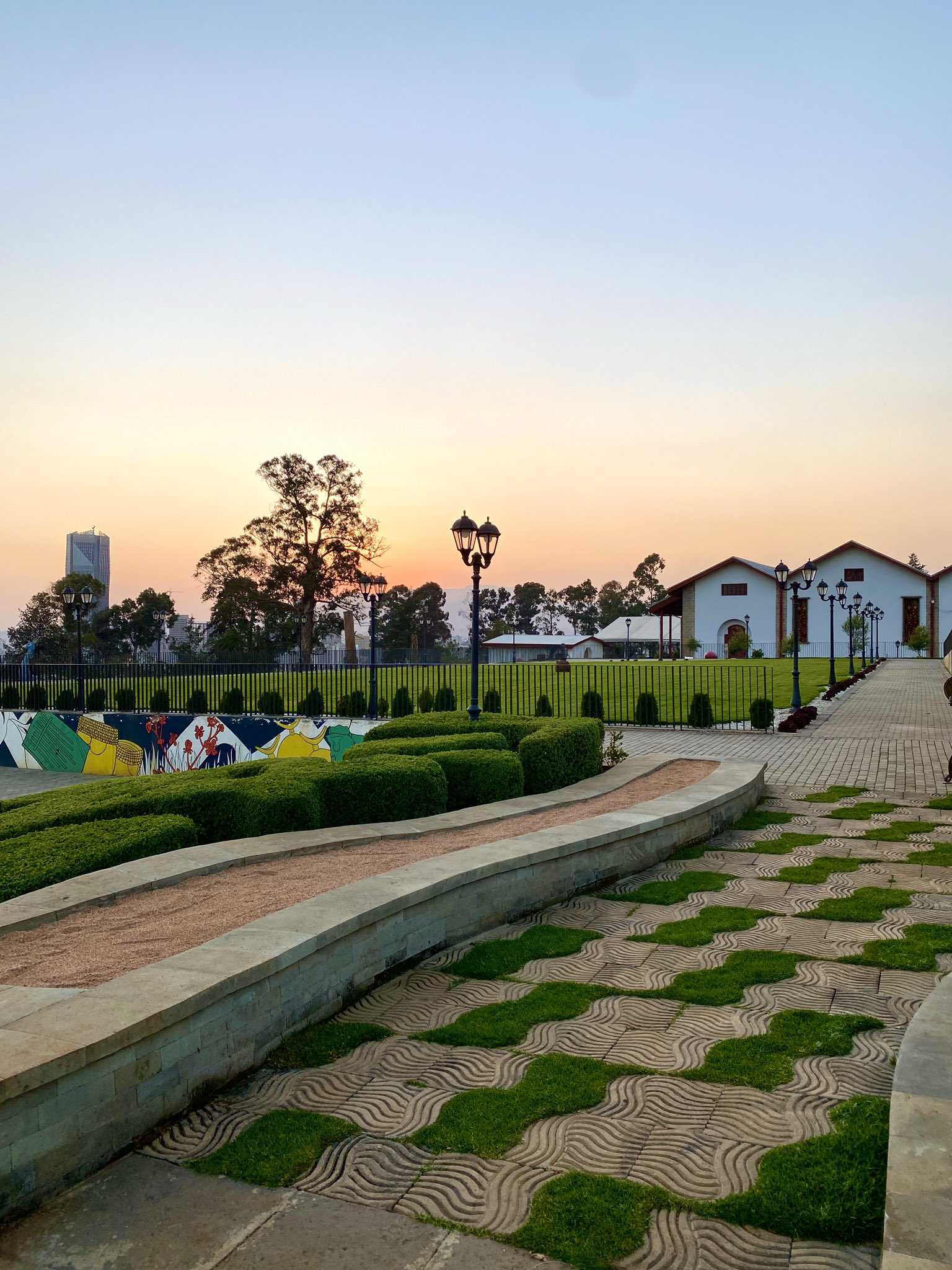
Vườn thú Unity Park tại Addis Ababa, Ethiopia.

Một công viên giải trí là một khu vườn có nhiều địa điểm giải trí như các trò chơi và trò chơi, cũng như các sự kiện khác nhằm mục đích giải trí. Một công viên chủ đề là một loại công viên giải trí xây dựng các công trình và địa điểm giải trí xung quanh một chủ đề trung tâm, thường có nhiều khu vực khác nhau với các chủ đề khác nhau. Khác với các lễ hội di động và hội chợ du lịch tạm thời, các công viên giải trí là cố định và được xây dựng để hoạt động lâu dài. Chúng phức tạp hơn so với các công viên thành phố và sân chơi ở đô thị, thường cung cấp các hoạt động giải trí phù hợp với nhiều độ tuổi. Trong khi các công viên giải trí thường có các khu vực có chủ đề, các công viên chủ đề tập trung mạnh hơn với các chủ đề được thiết kế phức tạp hơn xoay quanh một chủ đề cụ thể hoặc nhóm chủ đề.
Các công viên giải trí phát triển từ các hội chợ châu Âu, vườn vui chơi và các khu picnic lớn, được tạo ra cho việc giải trí của mọi người. Triển lãm thế giới và các loại hội chợ quốc tế khác cũng ảnh hưởng đến sự phát triển của ngành công viên giải trí. Lake Compounce được mở cửa vào năm 1846 và được coi là công viên giải trí còn hoạt động lâu nhất tại Bắc Mỹ.

## Lịch sử

### Nguyên bản
Công viên giải trí phát triển từ ba truyền thống trước đó: hội chợ du lịch hoặc định kỳ, vườn vui chơi và triển lãm như triển lãm thế giới. Ảnh hưởng lâu đời nhất là hội chợ định kỳ của thời Trung Cổ - một trong những hội chợ sớm nhất là Bartholomew Fair ở Anh từ năm 1133. Đến thế kỷ 18 và 19, chúng đã phát triển thành nơi giải trí cho đại chúng, nơi công chúng có thể xem các buổi biểu diễn đặc biệt, xiếc, ảo thuật và biểu diễn xiếc, tham gia các cuộc thi và đi qua các công viên thú.

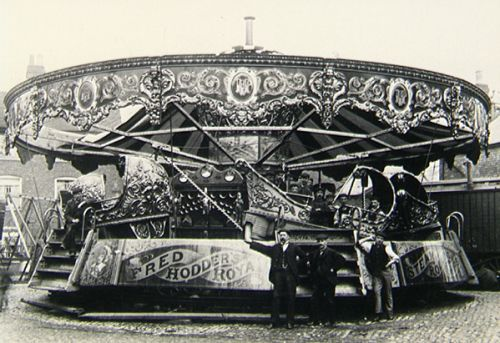
Carousels 'Sea-On-Land' của Frederick Savage, nơi người điều khiển sẽ nâng lên và hạ xuống như thể họ đang ở trên biển, là trò chơi giải trí đầu tiên được lắp đặt tại Dreamland Margate năm 1880 ở Anh.

Một làn sóng đổi mới vào thập kỷ 1860 và 1870 đã tạo ra những trò chơi cơ giới, như đu quay chạy bằng hơi nước (do Thomas Bradshaw xây dựng, tại Hội chợ Aylsham), và những sản phẩm phái sinh từ nó, đặc biệt từ Frederick Savage của King's Lynn, Norfolk, người đã xuất khẩu các máy móc công viên vui chơi trên toàn thế giới; đổi mới "ngựa đua" của ông được nhìn thấy trong các đu quay ngày nay. Điều này khai mạc thời kỳ của trò chơi giải trí hiện đại, khi tầng lớp công nhân ngày càng có thể tiêu tiền dư vào giải trí.
Ảnh hưởng thứ hai là "vườn vui chơi". Một ví dụ cho điều này là công viên giải trí cổ nhất thế giới, Bakken ("The Hill"), được mở cửa vào năm 1583 tại Châu Âu lục địa. Nó nằm ở phía bắc của Copenhagen ở Klampenborg, Đan Mạch.

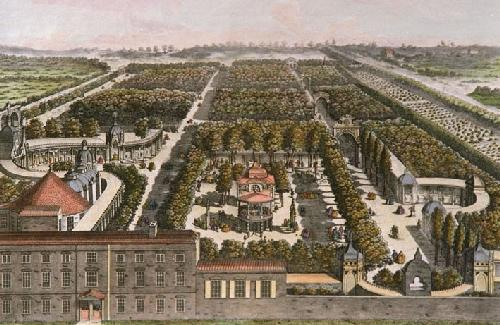
Vauxhall Gardens, được thành lập năm 1661 là một trong những vườn vui chơi đầu tiên.

 Một khu vườn vui chơi sớm khác là Vauxhall Gardens, được thành lập năm 1661 tại Luân Đôn. Đến cuối thế kỷ 18, nơi này đã thu phí vào cửa cho nhiều hoạt động giải trí. Nó thường thu hút đám đông đông đảo, với những con đường của nó thường được ghi nhận với những cuộc hẹn hò lãng mạn; những người đi trên dây thẳng, những cuộc bay bằng khí nóng, các buổi hòa nhạc và pháo hoa mang lại niềm vui. Mặc dù vườn vui chơi ban đầu được thiết kế dành cho tầng lớp tinh hoa, nhưng nhanh chóng trở thành nơi có đa dạng xã hội lớn. Các buổi trình diễn pháo hoa công cộng đã được tổ chức tại Marylebone Gardens, và Cremorne Gardens đã cung cấp âm nhạc, khiêu vũ và màn trình diễn xiếc động vật.
Prater ở Vienna, Áo, bắt đầu như một vùng săn bắn hoàng gia và được mở cửa vào năm 1766 để công chúng thưởng thức. Sau đó, các quán cà phê và tiệm cà phê đã phát triển, dẫn đến sự ra đời của Wurstelprater như một công viên giải trí.
Ý tưởng về một công viên cố định để giải trí tiếp tục được phát triển với sự khởi đầu của các triển lãm thế giới. Triển lãm thế giới đầu tiên bắt đầu vào năm 1851 với việc xây dựng công trình nổi tiếng Crystal Palace tại Luân Đôn, Anh. Mục đích của triển lãm là tôn vinh thành tựu công nghiệp của các quốc gia trên thế giới và nó được thiết kế để giáo dục và giải trí cho khách tham quan.

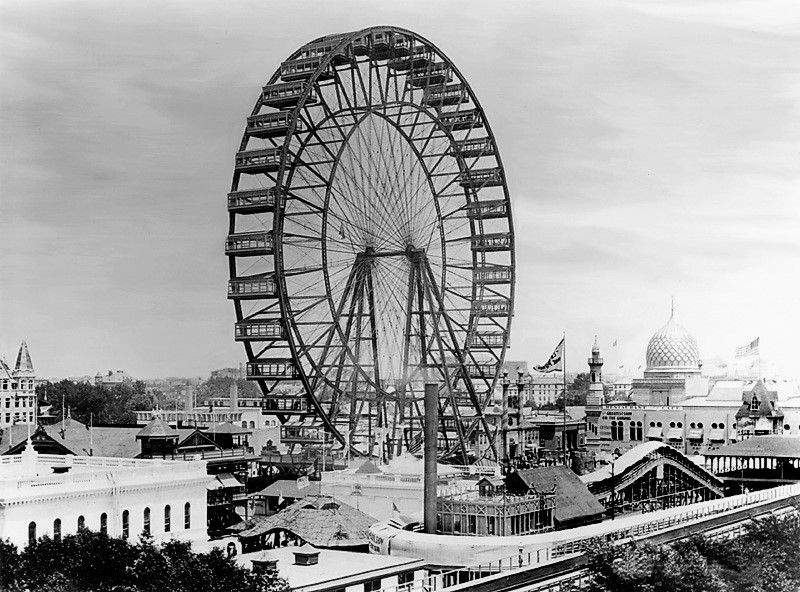
Bánh xe Ferris gốc, World's Columbian Exposition, 1893

 Các thành phố và doanh nghiệp ở Mỹ cũng coi triển lãm thế giới là cách để thể hiện sự thành công về kinh tế và công nghiệp. Triển lãm thế giới Columbian Exposition năm 1893 tại Chicago, Illinois đã là một tiền đề sớm cho công viên giải trí hiện đại. Triển lãm là một khu vực kín, kết hợp giải trí, kỹ thuật và giáo dục để giải trí cho đại chúng. Nó đã tạo ra một ấn tượng mạnh với người tham quan, với sự chói lọi của ánh sáng từ "Thành phố trắng." Để đảm bảo rằng triển lãm là một thành công về mặt tài chính, các nhà quy hoạch đã bao gồm một khu vực giải trí riêng biệt được gọi là Midway Plaisance. Những trò chơi từ triển lãm này đã gây ấn tượng mạnh đối với khách tham quan và các công viên giải trí trên thế giới, như bánh xe Ferris thép đầu tiên, xuất hiện trong nhiều khu vực giải trí khác, chẳng hạn như Prater từ năm 1896. Ngoài ra, trải nghiệm của thành phố lý tưởng kín đáo với sự kỳ diệu, trò chơi, văn hóa và tiến bộ (điện), được xây dựng dựa trên việc tạo ra một nơi ảo.
"Midway" được giới thiệu tại Columbian Exposition sẽ trở thành một phần tiêu chuẩn của hầu hết các công viên giải trí, hội chợ, carnival và rạp xiếc. Khu vực midway không chỉ chứa các trò chơi mạo hiểm, mà còn có các gian hàng và giải trí khác như trường bắn súng, phòng arcade giá đồng xu, các trò chơi may rủi và các show diễn.

### Các công viên xe điện và khu vui chơi giải trí
Nhiều công viên giải trí hiện đại phát triển từ những khu nghỉ mát lữ quán trước đó đã trở nên phổ biến với công chúng cho các chuyến dạo chơi trong ngày hoặc kỳ nghỉ cuối tuần, ví dụ như các khu vực ven biển như Blackpool, Vương quốc Anh và Coney Island, Hoa Kỳ. Ở Hoa Kỳ, một số công viên giải trí đã phát triển từ các khu rừng picnic được thiết lập dọc theo sông và hồ, cung cấp hoạt động tắm và thể thao trên nước, như Lake Compounce ở Connecticut, được thành lập ban đầu như một công viên picnic đẹp mắt vào năm 1846, và Riverside Park ở Massachusetts, được thành lập vào những năm 1870 dọc theo sông Connecticut.
Vấn đề là đưa công chúng đến khu vực ven biển hoặc nghỉ mát. Đối với Coney Island ở Brooklyn, New York, ven biển Đại Tây Dương, một tuyến xe điện kéo bằng ngựa đã đưa những người tìm niềm vui đến bãi biển từ năm 1829. Năm 1875, một triệu hành khách đã đi tàu Coney Island Railroad, và năm 1876, hai triệu người đã đến thăm Coney Island. Các khách sạn và khu vui chơi được xây dựng để phục vụ cả tầng lớp thượng lưu và tầng lớp công nhân tại bãi biển. Cái xe lụa đầu tiên được lắp đặt vào những năm 1870, cái tàu lượn siêu tốc đầu tiên, "Switchback Railway", vào năm 1884.

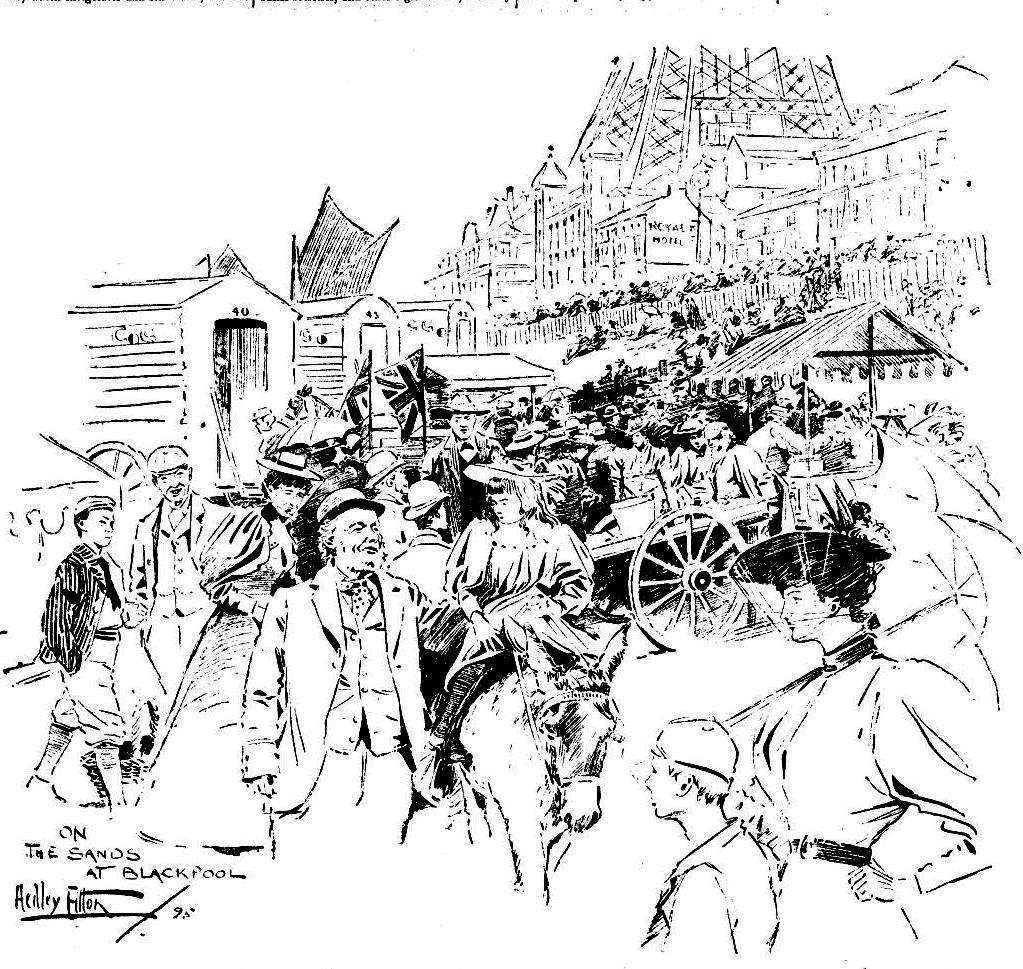
Bãi biển Blackpool năm 1895

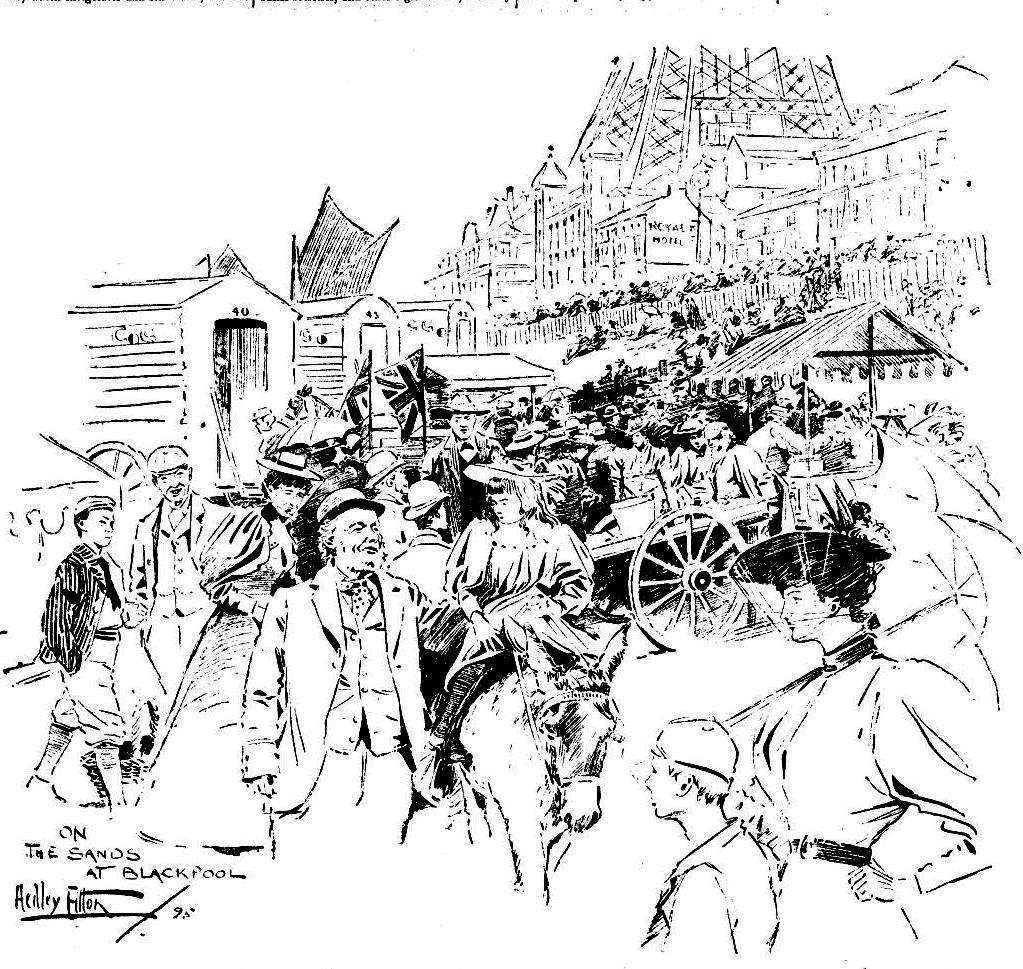
Bãi biển Blackpool năm 1895

 Ở Anh, Blackpool là một điểm đến phổ biến ven biển từ thế kỷ 18. Nó trở nên nổi tiếng như một khu nghỉ mát biển với việc hoàn thành vào năm 1846 của một nhánh đường từ Poulton trên tuyến đường sắt chính Preston and Wyre Joint Railway. Một lượng khách du lịch đột ngột, đến bằng đường sắt, đã thúc đẩy các doanh nhân xây dựng các khu nghỉ dưỡng và tạo ra các điểm thu hút mới, dẫn đến sự gia tăng khách du lịch và một vòng tuần hoàn nhanh chóng của sự phát triển trong suốt thập kỷ 1850 và 1860.
Vào năm 1879, một phần lớn promenade ở Blackpool đã được lắp đặt hệ thống đèn điện. Ánh sáng và các lễ hội đi kèm đã củng cố vị thế của Blackpool là khu nghỉ mát hàng đầu miền Bắc nước Anh và đặc trưng cho tầng lớp công nhân. Điều này đã tiên đoán cho sự ra đời của Blackpool Illuminations ngày nay. Đến những năm 1890, thị trấn này có dân số 35.000 người và có thể chứa được 250.000 du khách. Số lượng khách thăm hàng năm, nhiều người ở lại một tuần, được ước tính là ba triệu.
Trong thập kỷ cuối của thế kỷ 19, các tuyến xe điện được phát triển ở nhiều thành phố lớn ở Mỹ. Các công ty thành lập các tuyến xe điện cũng phát triển các công viên tàu điện như điểm đến của những tuyến này. Các công viên tàu điện như Ponce de Leon Park ở Atlanta hoặc Carsonia Park ở Reading, Pennsylvania ban đầu là những điểm nghỉ giải trí tự nhiên phổ biến trước khi các công ty vận tải địa phương mua lại các khu vực này và mở rộng chúng từ các khu rừng picnic để bao gồm các hình thức giải trí thường xuyên, các trò chơi cơ giới, phòng khiêu vũ, sân chơi thể thao, chuyến đi thuyền, nhà hàng và các tiện nghi nghỉ dưỡng khác.
Một số công viên hiện đại đã phát triển từ các khu nghỉ dưỡng trước đây đã trở nên phổ biến với công chúng để tham quan trong ngày hoặc nghỉ cuối tuần, ví dụ như các khu vực biển như Blackpool, Vương quốc Anh và Coney Island, Hoa Kỳ. Ở Hoa Kỳ, một số công viên giải trí đã phát triển từ các khu rừng picnic được thiết lập dọc theo sông và hồ cung cấp hoạt động tắm biển và thể thao trên nước, như Lake Compounce ở Connecticut, ban đầu được thành lập là một khu công viên picnic đẹp năm 1846, và Riverside Park ở Massachusetts, được thành lập vào những năm 1870 dọc theo sông Connecticut.
Vấn đề quan trọng là làm thế nào để đưa công chúng đến các khu nghỉ biển hoặc khu nghỉ dưỡng. Ở Coney Island ở Brooklyn, New York, ven biển Đại Tây Dương, một tuyến xe ngựa đã đưa du khách đến bãi biển từ năm 1829. Năm 1875, một triệu hành khách đã sử dụng Coney Island Railroad, và năm 1876, hai triệu người đã đến Coney Island. Khách sạn và các khu vui chơi đã được xây dựng để đáp ứng cả tầng lớp thượng lưu và tầng lớp công nhân ở bãi biển. Cái đầu tiên carousel được lắp đặt vào những năm 1870, cái đầu tiên roller coaster, "Switchback Railway", vào năm 1884.
Ở Anh, Blackpool là một địa điểm biển phổ biến bắt đầu từ thế kỷ 18. Nó đã trở thành một khu nghỉ mát ven biển nổi tiếng với việc hoàn thành một tuyến nhánh tới Blackpool từ Poulton trên tuyến Preston and Wyre Joint Railway chính. Sự đổ xô đột ngột của du khách, đến bằng đường sắt, đã tạo động lực cho các doanh nhân xây dựng các cơ sở lưu trú và tạo ra các điểm thu hút mới, dẫn đến sự gia tăng khách thăm và sự phát triển nhanh chóng trong thập kỷ 1850 và 1860.

### Các công viên giải trí hiện đại

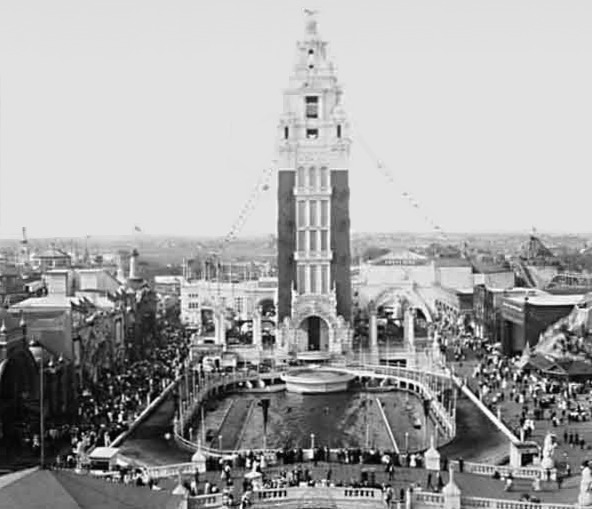
Tháp Dreamland và hồ nước vào năm 1907

Khu vui chơi giải trí đóng cửa lâu dài đầu tiên, do một công ty duy nhất quản lý, được thành lập ở Coney Island vào năm 1895: Sea Lion Park ở Coney Island, Brooklyn. Công viên này là một trong những công viên đầu tiên thu phí vào công viên ngoài việc bán vé cho các trò chơi bên trong công viên.
Năm 1897, Sea Lion Park được gia nhập bởi Steeplechase Park, một trong ba công viên giải trí lớn đầu tiên mở cửa ở khu vực Coney Island. George Tilyou thiết kế công viên để mang lại những trải nghiệm kịch tính và giải trí. Sự kết hợp giữa trung tâm dân số gần đó của Thành phố New York và dễ dàng tiếp cận khu vực đã biến Coney Island trở thành biểu tượng của công viên giải trí Mỹ. Coney Island cũng có Luna Park (1903) và Dreamland (1904). Coney Island đã đạt được thành công rực rỡ và vào năm 1910, số lượng khách tham quan trong một ngày có thể đạt đến một triệu người. Nhờ nỗ lực của Frederick Ingersoll, người đã mượn tên của công viên, các "Luna Park" khác đã nhanh chóng được xây dựng trên khắp thế giới và nhận được những đánh giá ca ngợi.
Công viên giải trí đầu tiên ở Anh được mở vào năm 1896 - Blackpool Pleasure Beach do W. G. Bean thành lập. Năm 1904, Captive Flying Machine của Sir Hiram Maxim được giới thiệu; ông đã thiết kế một chiếc máy bay sớm được trang bị động cơ hơi không thành công và thay vào đó mở một cuộc đi chơi vui vẻ với các toa xe bay xoay quanh một trụ trung tâm. Các trò chơi khác bao gồm 'Grotto' (một cuộc đi chơi tưởng tượng), 'River Caves' (một đường ray cảnh quan), các đường trượt nước và một tháp trượt tuyết.
Nguy cơ cháy nổ luôn hiện diện trong những ngày đó, vì hầu hết các công trình trong các công viên giải trí thời đại đó đều là gỗ. Năm 1911, Dreamland là công viên giải trí Coney Island đầu tiên bị cháy hoàn toàn; năm 1944, Luna Park cũng bị cháy sạch. Hầu hết Luna Parks của Ingersoll cũng bị phá hủy tương tự, thường do hỏa hoạn, trước khi ông qua đời vào năm 1927.

### Thời kỳ Hoàng kim
Trong thời kỳ Gilded Age, nhiều người Mỹ bắt đầu làm việc ít giờ hơn và có thu nhập dư. Với tiền bạc và thời gian rảnh mới, người Mỹ tìm kiếm những địa điểm giải trí mới. Các công viên giải trí được thiết lập bên ngoài các thành phố lớn và ở khu vực nông thôn xuất hiện để đáp ứng cơ hội kinh tế mới này. Những công viên này phục vụ như nguồn cảm hứng và thoát khỏi cuộc sống thực. Đầu thế kỷ 20, hàng trăm công viên giải trí hoạt động ở Hoa Kỳ và Canada. Các công viên gần ga tàu điện ngoại ô đứng đầu. Các công viên như Ponce de Leon ở Atlanta và Idora Park, gần Youngstown, OH, đưa hành khách đến các khu picnic phổ biến truyền thống, mà vào cuối những năm 1890 thường bao gồm các trò chơi như Đu quay khổng lồ, Carousel và Shoot-the-Chutes. Những công viên giải trí này thường dựa trên các công viên nổi tiếng trên toàn quốc hoặc hội chợ thế giới: chúng có tên như Coney Island, White City, Luna Park hoặc Dreamland. Thực tế, Gilded Age của Mỹ chính là Thời kỳ Hoàng kim của các công viên giải trí, kéo dài cho đến cuối những năm 1920.
Thời kỳ Hoàng kim của các công viên giải trí cũng bao gồm sự xuất hiện của công viên cho trẻ em. Được thành lập vào năm 1925, Kiddie Park gốc nằm ở San Antonio, Texas và vẫn hoạt động cho đến nay tính đến  năm 2022. Các công viên cho trẻ em trở nên phổ biến trên khắp Mỹ sau Thế chiến II.
Thời kỳ này chứng kiến sự phát triển của những sáng kiến mới trong các đường ray tàu lượn với những khúc cua và tốc độ táo bạo để làm thỏa mãn người đi cảm giác mạnh. Đến cuối Thế chiến I, người ta có vẻ muốn một hình thức giải trí thú vị hơn, và nhu cầu này được đáp ứng bởi các đường ray tàu lượn. Mặc dù sự phát triển của ô tô mang đến nhiều lựa chọn cho việc thoả mãn nhu cầu giải trí, các công viên giải trí sau cuộc chiến vẫn tiếp tục thành công, trong khi công viên giải trí đô thị chứng kiến sự suy giảm lượng khách tham quan. Thập kỷ 1920 thực sự được biết đến như là Thời kỳ Hoàng kim của các đường ray tàu lượn, khi các công trình xây dựng cho những trò chơi này diễn ra dữ dội.
Ở Anh, Dreamland Margate mở cửa vào năm 1880 với carousel của Frederick Savage là trò chơi giải trí đầu tiên được lắp đặt. Năm 1920, đường ray tàu lượn Scenic Railway mở cửa cho công chúng và đạt thành công lớn, với nửa triệu hành khách trong năm đầu tiên. Công viên cũng lắp đặt các trò chơi khác phổ biến trong thời đại đó như một đường ray tàu lượn nhỏ hơn, vòng quay vui nhộn, đường ray tàu mini và động Hang sông. Một nhà hát được xây dựng trên khu vực của Sân trượt vào năm 1920 và vào năm 1923, một rạp chiếu phim đa dạng được xây dựng tại đây. Từ năm 1920 đến 1935, hơn 500.000 bảng Anh đã được đầu tư vào khu vực này, liên tục thêm các trò chơi và cơ sở vật chất và điểm cao nhất là việc xây dựng hệ thống phòng chiếu phim Dreamland vào năm 1934, vẫn tồn tại cho đến ngày nay.
Trong khi đó, Blackpool Pleasure Beach cũng đang được phát triển. Các khoản đầu tư quy mô lớn thường xuyên đã đảm nhận việc xây dựng nhiều trò chơi mới, bao gồm Virginia Reel, Whip, Noah's Ark, Big Dipper và Dodgems. Vào những năm 1920, "Casino Building" được xây dựng và vẫn còn tồn tại cho đến ngày nay. Năm 1923, đất được san lấp từ bờ biển. Lúc này, công viên chuyển đến vị trí hiện tại trên một khu đất rộng 44 mẫu Anh (18 ha), trên con đường Watson được xây dưới lòng Pleasure Beach vào năm 1932. Trong thời gian này, Joseph Emberton, một kiến trúc sư nổi tiếng với công việc của mình trong ngành công viên giải trí, được mời đến để thiết kế lại kiến trúc của các trò chơi Pleasure Beach, làm việc trên đường ray tàu lượn "Grand National", "Noah's Ark" và tòa nhà Casino, để kể một số ví dụ.

### Thời kỳ suy thoái và suy giảm sau Thế chiến II

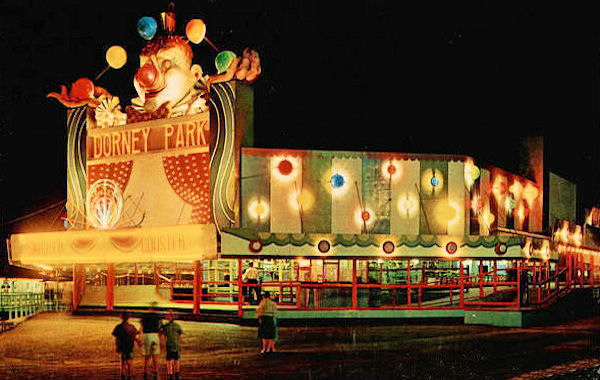
Lối vào chính của Dorney Park & Wildwater Kingdom, Allentown, Pennsylvania, năm 1950

Thời kỳ suy thoái lớn trong những năm 1930 và Thế chiến II trong những năm 1940 đã khiến ngành công viên giải trí suy giảm. Chiến tranh đã khiến dân số thành thị giàu có chuyển đến các khu ngoại ô, truyền hình trở thành nguồn giải trí, và gia đình ít khi đến các công viên giải trí.
Đến những năm 1950, những yếu tố như thành phố hủy hoại, tội phạm, và thậm chí việc tách biệt chủng tộc trong các khu ổ chuột đã dẫn đến những thay đổi về cách mọi người lựa chọn sử dụng thời gian rảnh của mình. Nhiều công viên giải trí truyền thống cũ hơn đã đóng cửa hoặc bị cháy sạch. Nhiều công viên đã phải bị phá hủy để làm đường cho việc xây dựng các khu ngoại ô, nhà ở và phát triển đô thị. Năm 1964, Steeplechase Park, một thời vương quốc của tất cả các công viên giải trí, đóng cửa mãi mãi. Những công viên giải trí truyền thống còn tồn tại, ví dụ như Kennywood ở West Mifflin, Pennsylvania và Cedar Point ở Sandusky, Ohio, vẫn tồn tại bất chấp khó khăn.
Ngày nay, có hơn 475 công viên giải trí ở Hoa Kỳ, từ các công viên siêu lớn cho đến những công viên được vận hành bởi Warner Bros., Disney, Six Flags và NBCUniversal.